# Kennedia rubicunda
Kennedia rubicunda är en ärtväxtart som beskrevs av Étienne Pierre Ventenat. Kennedia rubicunda ingår i släktet Kennedia och familjen ärtväxter. Utöver nominatformen finns också underarten K. r. robusta.

## Bildgalleri

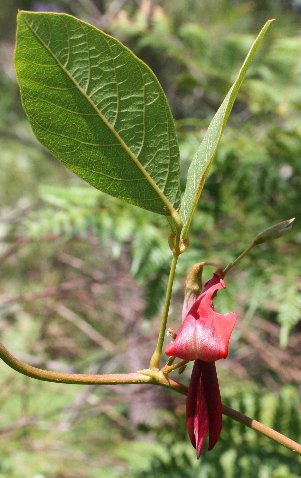
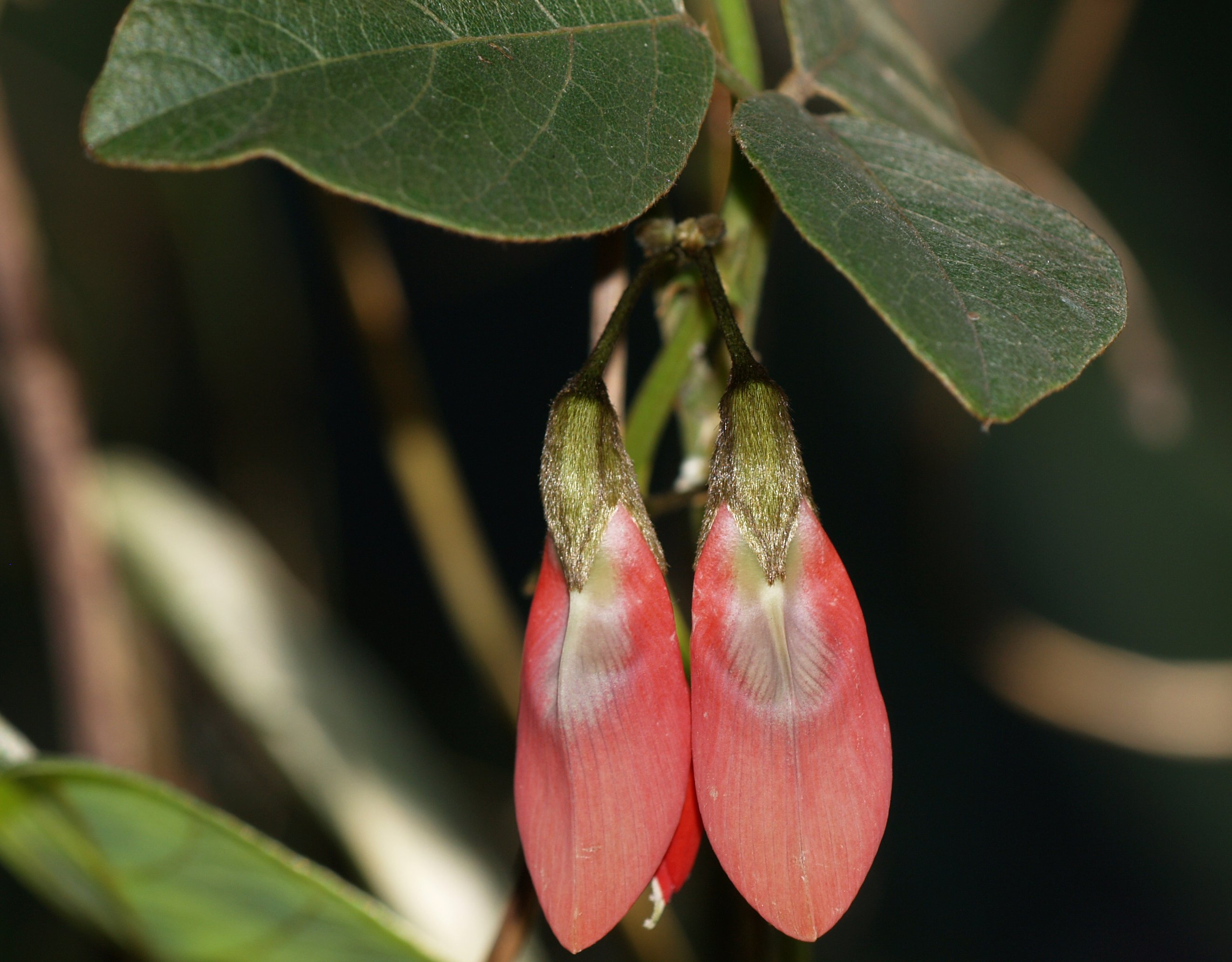
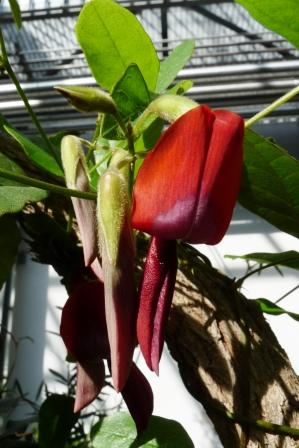
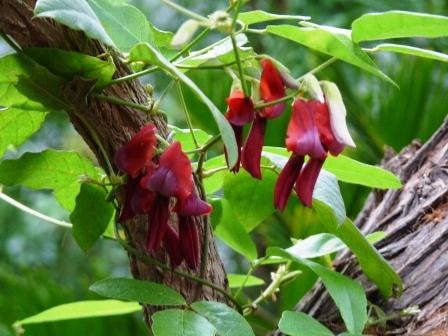
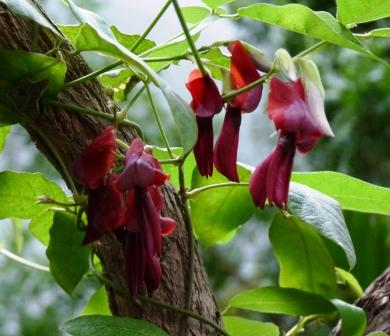
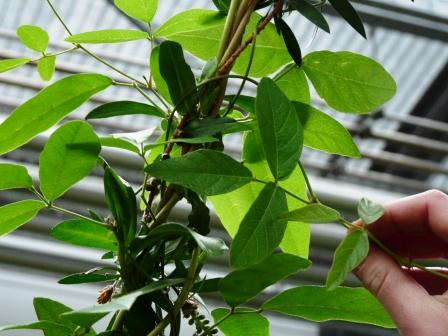